# Vorarefilia

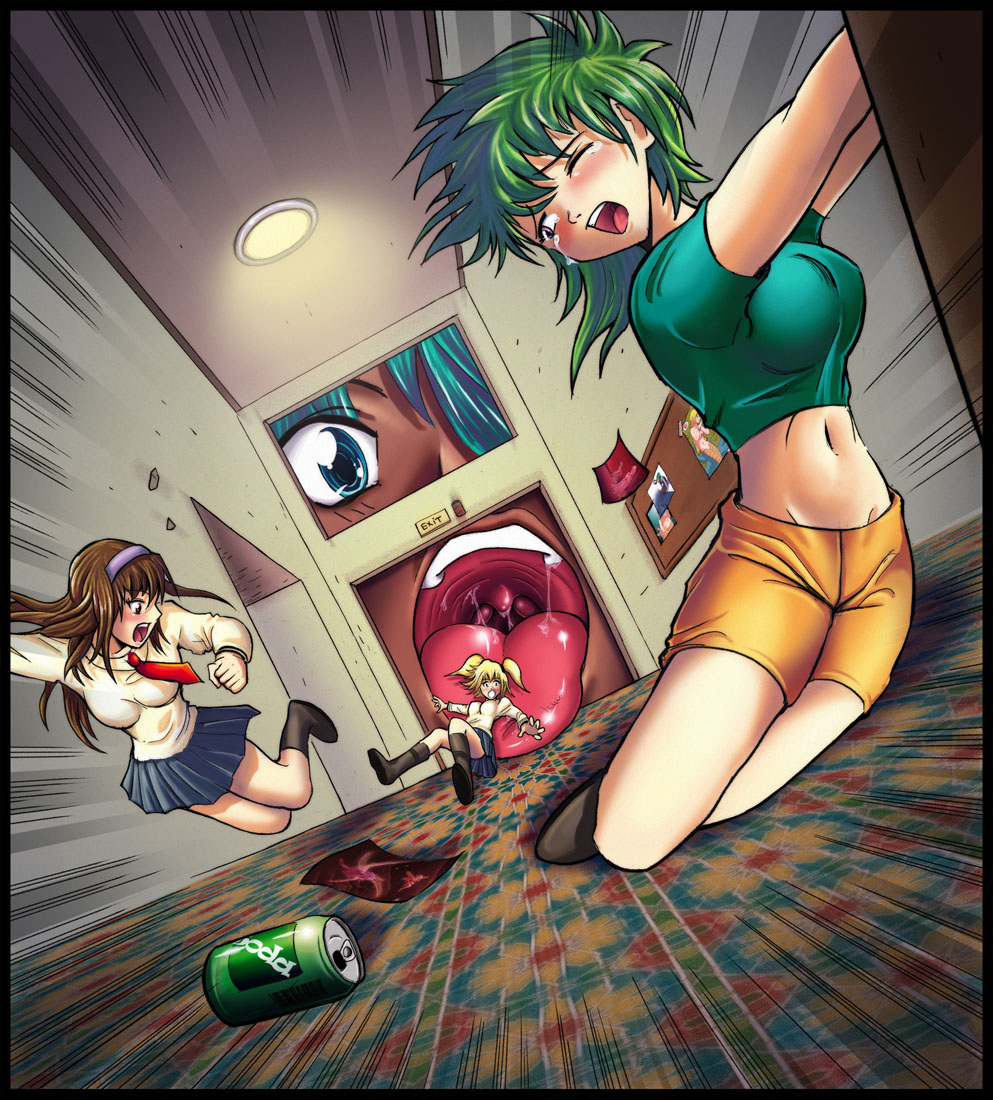
Exemplo de Vorarefilia no estilo Mangá

A vorarefilia, abreviadamente vore, é uma parafilia caracterizada pelo desejo erótico de consumir ou ser consumido por outra pessoa ou criatura, ou também caracterizada pela atração erótica ao processo de comer.  Leves fantasias de vore se distinguem de canibalismo, ou "vore pesado", pois a vítima do vore leve normalmente é tragada viva e por inteiro. A palavra vorarefilia deriva do latim vorare ('engolir', 'devorar') e do grego antigo φιλία (philía, 'amor').

## Conteúdo
Frequentemente, fantasias vorarefílicas envolvem um consumidor (ou predador) que de alguma forma ingere uma ou várias vítimas (ou presas). Já que tais fantasias não podem ser realizadas, elas costumam aparecer em histórias ou desenhos, bem como em encenações sexuais.
Vore é apreciado em imagens, histórias, vídeos e videogames, às vezes presente na mídia convencional. Pode involver humanos, animais, dragões, serpentes gigantes e outras criaturas, reais ou ficcionais. Em alguns casos, a vorarefilia é descrita como uma variante da macrofilia, misturando-se a outras parafilias. Também, traz os temas de BDSM, microfilia, fetiche de gravidez, animais antropomorfizados e canibalismo sexual.
A maioria dos vorarefílicos não se interessam por sadomasoquismo. Interessam-se, na verdade, pelos aspectos psicológicos da total aniquilação da identidade. Entretanto, isso não pressupõe tendências suicidas, mas, sim, fantasias generalizadas de escapismo contra a solidão.

## Variações
Há diversas variações da fantasia vorarefílica quanto à forma de ingestão da vítima. Comumente, quando ocorre o consumo oral da vítima, trata-se de uma representação branda, isto é, a vítima é engolida por inteiro e entra no estômago do consumidor, para então permanecer ilesa ou ser digerida lá dentro. Se a vítima permanecer ilesa ("endovore" ou "endosoma"), ela pode, eventualmente, sair por regurgitação ou defecação. Já se a digestão acontece, a vítima é morta, mas pode, em alguns casos, ser revivida magicamente. Uma variação mais extrema e incomum é o vore pesado, em que o consumidor mastiga e desmembra a vítima, a que se segue uma representação sanguinária da digestão.
Além do vore oral, há várias subcategorias, entre elas:
- Vore anal: o consumidor ingere a vítima pelo ânus;
- Desnascer: o consumidor ingere a vítima pela vagina;
- Vore peniano: o consumidor insere a vítima no pênis, talvez ereto;
- Vore uberal: o consumidor insere a vítima nos seios.

Como há amplo espaço para diferentes interpretações e nichos, existem muitas subcategorias desconhecidas, embora se resumam, em geral, à inserção da vítima em algum orifício do consumidor.
O tamanho do consumidor e/ou da vítima varia. Macro/micro vore costuma representar a vítima em tamanho muito menor que o consumidor. Por outro lado, vore de mesmo tamanho equivale as dimensões de vítima e consumidor.

## Pesquisa
Um estudo de caso relacionou a vorarefilia ao masoquismo sexual, sugerindo que ela seria motivada pelo desejo de fundir-se a um outro mais poderoso ou escapar permanentemente da solidão. Para os vorarefílicos que se sentem em desajuste com a própria sexualidade, psicólogos do Centro para Dependência e Saúde Mental, em Toronto, recomendam adaptar-se e não mudar ou suprimir esse interesse sexual. Medicamentos para redução da libido podem ser utilizados caso necessário.